# Abramczik
Abramczik, Schreibweisen auch Abramtzik, Abrmtz'ik, Avramtzik, Abramtshik, Abramshik, Abramchik oder Abramczyk, ist ein Familienname ursprünglich sephardischer Herkunft. Die sephardischen Mizrachi-Juden kamen aus den Gebieten des Osmanischen Reiches.

## Bekannte Namensträger
- Rüdiger Abramczik (* 1956), deutscher Fußballspieler und trainer
- Siegfried Abramczik (1910–2005), deutscher Jurist, Verwaltungsbeamter und Politiker, siehe Siegfried Heinke
- Volker Abramczik (* 1964), deutscher Fußballspieler